# مارتینا بیچکوفسکا
مارتینا بیچکوفسکا (لهستانی: Martyna Byczkowska؛ زادهٔ ۲۶ نوامبر ۱۹۹۵) بازیگر اهل لهستان است.
از فیلم‌ها یا مجموعه‌های تلویزیونی که وی در آن‌ها نقش داشته‌است، می‌توان به مبتدیان تمام‌عیار، ۱۶۷۰، در اعماق جنگل و محکوم اشاره نمود.